# Elladj Baldé
Elladj Baldé, né le 9 novembre 1990 à Moscou, est un patineur artistique canadien.

## Biographie

### Carrière sportive
Elladj Baldé naît le 9 novembre 1990 à Moscou, d'une mère russe et d'un père guinéen.
Elladj Baldé est médaillé d'argent aux championnats canadiens juniors de 2007 et remporte le titre l'année suivante. En 2009, il dispute ses premiers championnats du Canada chez les serniors, terminant dixième, et obtient une huitième place lors des championnats du monde juniors. Cette même il est victime d'une rupture du ligament croisé antérieur au genou droit ce qui le prive de compétitions la saison suivante.
Il part alors s'entraîner à Bloomfield Hills, aux États-Unis. Ses entraîneurs sont Yuka Sato et Jason Dungjern tandis que ses chorégraphes sont Benji Schwimmer et Pasquale Camerlengo. Elladj Baldé patine depuis le plus jeune âge et a évolué pour le C.P.A. Montréal-Nord. Il retrouve une quatrième place aux championnats du Canada. En 2014, il obtient une quatorzième place lors des mondiaux de Saitama au Japon.
En 2015, il remporte son premier titre international au Trophée Nebelhorn (en).
En 2018, il finit quatrième aux championnats du Canada, derrière Patrick Chan, Keegan Messing et Man Nguyen. En mai 2018, il annonce la fin de sa carrière. Il continue à être chorégraphe et est propriétaire d'une entreprise d'assistance aux jeunes patineurs, Skate Global.

## Palmarès
| Compétition                   | 2008    | 2009    | 2010    | 2011    | 2012    | 2013    | 2014    | 2015    | 2016    | 2017    | 2018    |  |  |  |
| Jeux olympiques d'hiver       |         |         |         |         |         |         |         |         |         |         |         |  |  |  |
| Championnats du monde         |         |         |         |         |         |         | 18e     |         |         |         |         |  |  |  |
| Quatre continents             |         |         |         |         |         | 18e     | 11e     |         |         |         | 8e      |  |  |  |
| Championnats du Canada        |         | 10e     | F       | 5e      | 4e      | 4e      | 4e      | 6e      | 7e      | 6e      | 4e      |  |  |  |
| Championnats du monde juniors | 21e     | 8e      |         |         |         |         |         |         |         |         |         |  |  |  |
|                               |         |         |         |         |         |         |         |         |         |         |         |  |  |  |
| Grand Prix ISU                | 2007/08 | 2008/09 | 2009/10 | 2010/11 | 2011/12 | 2012/13 | 2013/14 | 2014/15 | 2015/16 | 2016/17 | 2017/18 |  |  |  |
| Skate Canada                  |         |         |         |         | 10e     | 7e      | 7e      | F       |         |         |         |  |  |  |
| Coupe de Chine                |         |         |         |         |         |         |         |         | 11e     |         |         |  |  |  |
| Coupe de Russie               |         |         |         |         |         |         |         |         |         | 6e      |         |  |  |  |
| Trophée NHK                   |         |         |         |         |         |         |         | 6e      | 11e     | 10e     |         |  |  |  |
| Légende : F= Forfait          |         |         |         |         |         |         |         |         |         |         |         |  |  |  |